# Crocidura serezkyensis
Crocidura serezkyensis es una especie de musaraña (mamífero placentario de la familia Soricidae).

## Distribución geográfica
Se encuentra en el Azerbaiyán , el Kazajistán, el Tayikistán, el Turkmenistán y, posiblemente también, el Kirguistán y el Uzbekistán.